# Borgoforte
Borgoforte est une fraction de la commune italienne de Borgo Virgilio de la province de Mantoue dans la région Lombardie, Italie.

## Géographie

### Hameaux
Romanore, San Cataldo, Vignale, Boccadiganda, Scorzarolo, San Nicolò.

## Histoire
En 1702, durant la guerre de Succession d'Espagne, la ville subit un siège. 
Peu avant 1739, Giuseppe Bazzani réalisa une série de tableaux conçus pour l'église : Les Mystères du Rosaire, aujourd'hui conservés aux Offices et dans différentes collections privées.
Les Français y gagnent une bataille contre les Autrichiens le 25 octobre 1796.
Le territoire de l'ancienne commune de Borgoforte est inclus, depuis 1984, dans la commune de  Borgo Virgilio.

## Culture

### Personnalités
- Curzio Gonzaga (1530-1599), aristocrate, diplomate, et écrivain de la Renaissance, est décédé à Borgoforte.